# ライトニングパール
ライトニングパール（欧字名:Lightening Pearl、2009年2月15日 - ）は、アイルランドで生産された競走馬、繁殖牝馬。

## 背景
ライトニングパールはアイルランドのキャッスルマーティンスタッドアンドスカイマークファームで生産された黒鹿毛の牝馬で額に小さな星と肢下部に白斑を持って生まれた。 彼女の父であるマルジュは1991年にセントジェームズパレスステークスを勝った後にダービーステークスを2着入線した後に種牡馬入りした。彼から生まれた競走馬には他にも ヴィヴァパタカやソヴィエトソング、インディジェナスがいる。ライトニングパールの母ジョコンダもリステッド競走であるシルケンギルダーステークスを2005年に勝つなど8戦2勝をする活躍を見せた。ライトニングパールの４代母にはパトと言う牝馬がいてマイエマやクラシッククリシェといった活躍馬を出している。またライトニングパールの全弟に宝塚記念や香港ヴァーズを優勝したサトノクラウンがいる。
2010年9月にゴフズ・オルビー・イヤーリング・セールに出品され、€125,000でファハド・ビン・アブドゥラ・アール＝サーニーが所有するパール・ブラッドストック社の代理人であるレッドヴァーズ氏に落札された。その後ライトニングパールはミーズ県にいるGer Lyons調教師の下に預けられた。

## 戦績

### 2歳 （2011年）
ライトニングパールは2011年6月15日にネバン競馬場で開かれた6ハロンの未勝利戦でデビュー。 キーガン・レイサム騎乗で迎えたデビュー戦では16/1のオッズで8頭立ての2着に入る。鞍上にジョニー・ムルタを迎え、翌月の4日にロスコモン競馬場で開かれた未勝利戦に出走。2番人気だったライトニングパールはこのレースを2着で1番人気だったカタマウントに2馬身差を付け勝利し、晴れてグレード入りをする。8月7日に彼女にとって初めての重賞となるデビュタントステークスに鞍上に再びレイサムを迎え出走。メイビーとイエロー・ローズバッドに続く3着となった。その後騎手をムルタに戻し、ラウンドタワーステークスに6/4オッズで出走。ライトニングパールは先行していたレディーパス卜レーヌを残り2ハロンの地点で捉え、2着のエクスペリエンスに5馬身の差を付け快勝。レース後Lyonsは「彼女は前回素晴らしいレースを走って２着に入れなかったのは不運だったよ」とコメントした上で「あの日彼女はとても良い牝馬に負けたが、今年の牝馬は牡馬よりも良い仕上がりだと感じるよ。彼女は我々の期待に応えているよ」とした。
ライトニングパールはその後年内最後のレースとしてイングランドのニューマーケット競馬場で開かれるG1のチェヴァリーパークステークスに出走する事になった。出走登録していなかったため彼女の馬主は追加登録料として£15,000を支払った。レースでライトニングパールは先行するサジウァを最後の1/4マイルの地点で捉え、そのままリードを取り、2着のサンデータイムズに半馬身差を付け勝利した。この勝利は馬主及び調教師に初めてのG1勝利をもたらした。主戦騎手のムルタは「最初から彼女はいい馬だと確信していました。彼女は未勝利戦をうまく勝ちましたし、多分6ハロン以上走らせたのが良かったのかもしれません。彼女は1マイル7ハロンの馬だと思っていましたが、彼女はこのレースを制しました」とコメントした。

### 3歳 （2012年）
3歳になったライトニングパールは初戦として第199回1000ギニーステークスに出走する為ニューマーケットに戻ってきたが、レース途中で失速し13着に終わる。その後6月14日にレパーズタウン競馬場で開かれたバリーオガンステークスに出走。2番人気だったが9頭立てで6着に終わる。翌日彼女の競走生活からの引退が発表され、調教師は「彼女はG1を勝った馬で、彼女に我々はこれ以上の事は求めません。彼女を調教した事を誇りに思い、産駒も同じくらい良い馬になる事に期待しています。彼女は今年はどうしても去年みたいな調子が出ませんでした。冬の時期に成長しなかった事を受け入れざるを得ませんでした」とコメントを残した。

## 繁殖成績
アイルランドで繋養されていたが日本に繁殖牝馬として後に輸入されているが、2018年10月31日付けで英国へ輸出された。
|        | 馬名                     | 誕生年 | 性     | 毛色   | 父                 | 厩舎                                 | 馬主                 | 戦績    | 供用       | 出典   |
| ------ | ------------------------ | ------ | ------ | ------ | ------------------ | ------------------------------------ | -------------------- | ------- | ---------- | ------ |
| 初仔   | Lightening Fast          | 2014年 | 牡 →騸 | 鹿毛   | Frankel            | G M Lyons                            | Qatar Racing Limited | 9戦2勝  |            | [ 19 ] |
| 2番仔  | Lightening Quick         | 2015年 | 牝     | 鹿毛   | Frankel            | J P Murtagh                          | Qatar Racing Limited | 7戦2勝  |            | [ 20 ] |
| 3番仔  | ライトニングパールの2016 | 2016年 | 牡     | 鹿毛   | Frankel            |                                      |                      | 不出走  |            | [ 21 ] |
| 4番仔  | マテンロウディーバ       | 2017年 | 牝     | 黒鹿毛 | ディープインパクト | 中内田充正（栗東）                   | 寺田千代乃           | 14戦2勝 | (繁殖牝馬) | [ 22 ] |
| 5番仔  | ダノンティンパニー       | 2018年 | 牡     | 鹿毛   | ディープインパクト | 保利幸作（園田） →中内田充正（栗東） | （株）ダノックス     | 10戦6勝 | 引退       | [ 23 ] |
| ６番仔 | Rakurai                  | 2019年 | 牝     | 青鹿毛 | ディープインパクト | John & Thady Gosden                  | Qatar Racing Limited | 2戦1勝  |            | [ 24 ] |
| 7番仔  | Kaleidoscope             | 2021年 | 牝     | 鹿毛   | Kingman            | John & Thady Gosden                  | Qatar Racing Limited | 1戦1勝  |            |        |

## 血統表
| ライトニングパールの血統   | ライトニングパールの血統                                           | ライトニングパールの血統                                           | （血統表の出典）                                                   | （血統表の出典） |
| 父系                       | ノーザンダンサー系                                                 | ノーザンダンサー系                                                 | ノーザンダンサー系                                                 | [ § 2 ]          |
| 父 Marju 1988 黒鹿毛       | 父の父*ラストタイクーン 1983 黒鹿毛                                | *トライマイベスト                                                  | Northern Dancer                                                    | Northern Dancer  |
| 父 Marju 1988 黒鹿毛       | 父の父*ラストタイクーン 1983 黒鹿毛                                | *トライマイベスト                                                  | Sex Appeal                                                         |                  |
| 父 Marju 1988 黒鹿毛       | 父の父*ラストタイクーン 1983 黒鹿毛                                | Mill Princess                                                      | Mill Reef                                                          | Mill Reef        |
| 父 Marju 1988 黒鹿毛       | 父の父*ラストタイクーン 1983 黒鹿毛                                | Mill Princess                                                      | Irish Lass                                                         |                  |
| 父 Marju 1988 黒鹿毛       | 父の母Flame of Tara 1980 鹿毛                                      | *アーテイアス                                                      | Round Table                                                        | Round Table      |
| 父 Marju 1988 黒鹿毛       | 父の母Flame of Tara 1980 鹿毛                                      | *アーテイアス                                                      | Stylish Pattern                                                    |                  |
| 父 Marju 1988 黒鹿毛       | 父の母Flame of Tara 1980 鹿毛                                      | Welsh Flame                                                        | Welsh Pageant                                                      | Welsh Pageant    |
| 父 Marju 1988 黒鹿毛       | 父の母Flame of Tara 1980 鹿毛                                      | Welsh Flame                                                        | Electric Flash                                                     |                  |
| 母 *ジョコンダII 2003 鹿毛 | 母の父Rossini 1997 鹿毛                                            | Miswaki                                                            | Mr. Prospector                                                     | Mr. Prospector   |
| 母 *ジョコンダII 2003 鹿毛 | 母の父Rossini 1997 鹿毛                                            | Miswaki                                                            | Hopespringseternal                                                 |                  |
| 母 *ジョコンダII 2003 鹿毛 | 母の父Rossini 1997 鹿毛                                            | Touch of Greatness                                                 | Hero's Honor                                                       | Hero's Honor     |
| 母 *ジョコンダII 2003 鹿毛 | 母の父Rossini 1997 鹿毛                                            | Touch of Greatness                                                 | Ivory Wand                                                         |                  |
| 母 *ジョコンダII 2003 鹿毛 | 母の母La Joconde 1999 鹿毛                                         | Vettori                                                            | Machiavellian                                                      | Machiavellian    |
| 母 *ジョコンダII 2003 鹿毛 | 母の母La Joconde 1999 鹿毛                                         | Vettori                                                            | Air Distingue                                                      |                  |
| 母 *ジョコンダII 2003 鹿毛 | 母の母La Joconde 1999 鹿毛                                         | Lust                                                               | Pursuit of Love                                                    | Pursuit of Love  |
| 母 *ジョコンダII 2003 鹿毛 | 母の母La Joconde 1999 鹿毛                                         | Lust                                                               | Pato                                                               |                  |
| 母系(F-No.)                | 20号族(FN:20-c)                                                    | 20号族(FN:20-c)                                                    | 20号族(FN:20-c)                                                    | [ § 3 ]          |
| 5代内の近親交配            | Northern Dancer 4×5 Mr. Prospector 4×5 Buckpasser 5×5 Sir Ivor 5×5 | Northern Dancer 4×5 Mr. Prospector 4×5 Buckpasser 5×5 Sir Ivor 5×5 | Northern Dancer 4×5 Mr. Prospector 4×5 Buckpasser 5×5 Sir Ivor 5×5 | [ § 4 ]          |
| 出典                       | 1. 2. 3. 4.                                                        | 1. 2. 3. 4.                                                        | 1. 2. 3. 4.                                                        | 1. 2. 3. 4.      |